# 莫斯洛特河
莫斯洛特河（法語：Moselotte，法語發音：[mozlɔt] ⓘ）是法国大東部大區孚日省的河流，是摩澤爾河的右支流，长47.5千米，发源自拉布雷斯，于圣艾蒂安-莱勒米尔蒙流入摩泽尔河。